# Santa María de Caparo
Santa María de Caparo é uma cidade venezuelana, capital do município de Padre Noguera.